# Miên Cần
Miên Cần (chữ Hán: 綿懃; 1768 - 1820), Ái Tân Giác La, là một Tông thất của nhà Thanh trong lịch sử Trung Quốc.

## Cuộc đời
Miên Cần được sinh ra vào buổi trưa, ngày 6 tháng 9 (âm lịch) năm Càn Long thứ 33 (1768), trong gia tộc Ái Tân Giác La. Ông là con trai trưởng của Thành Triết Thân vương Vĩnh Tinh, mẹ ông là Đích Phúc tấn Phú Sát thị (富察氏). Năm Gia Khánh thứ 4 (1799), tháng giêng, ông được phong làm Bất nhập Bát phân Phụ quốc công (不入八分輔國公), thụ chức Tán trật đại thần. Năm thứ 7 (1802), tháng 12, ông lại được phong làm Bối lặc. Năm thứ 17 (1812),tháng 12, nhậm chức Nội đại thần. Năm thứ 24 (1819), tháng giêng, ông được ban thưởng hàm Quận vương. Tháng 5 cùng năm, ông bị cách chức Nội đại thần. Năm thứ 25 (1820), ngày 11 tháng 6 (âm lịch), giờ Thìn, ông qua đời, thọ 53 tuổi. Năm Đạo Quang thứ 3 (1823), ông được truy phong làm Thành Quận vương (成郡王), tức Thành Thân vương (成親王) đời thứ 2.

## Gia quyến

### Thê thiếp
- Đích Phúc tấn: Ô Mật thị (烏密氏), con gái của Phó Đô thống Quả Nghị bá Ô Mật Võ Tốn (烏密武遜).
- Trắc Phúc tấn:
  - Triệu Giai thị (趙佳氏).
  - Uông Giai thị (汪佳氏), con gái của Lục Thập Nhất (六十一).
- Thứ thiếp:
  - Lý thị (李氏), con gái của Lý Hồng (李洪).
  - Triệu thị (趙氏).

### Con trai
1. Dịch Thụ (奕綬; 1786 - 1812), mẹ là Đích Phúc tấn Ô Mật thị. Năm 1823 được truy phong làm Thành Quận vương (成郡王). Có năm con trai.
2. Dịch Luân (奕綸; 1790 - 1836), mẹ là Thứ thiếp Triệu thị. Năm 1796 được cho làm con thừa tự của Lý Quận vương Miên Huệ và được phong Bối lặc. Có mười ba con trai.
3. Tam tử (1792 - 1794), mẹ là Trắc Phúc tấn Triệu Giai thị. Chết yểu.
4. Dịch Duy (奕維; 1794 - 1797), mẹ là Trắc Phúc tấn Triệu Giai thị. Chết yểu.
5. Dịch Bàn hay Dịch Phồn (奕繁; 1795 - 1820), mẹ là Thứ thiếp Triệu thị. Có ba con trai.
6. Dịch Mẫn (奕繩; 1797 - 1797), mẹ là Trắc Phúc tấn Triệu Giai thị. Chết yểu.
7. Thất tử (1797 - 1797), mẹ là Đích Phúc tấn Ô Mật thị. Chết yểu.
8. Dịch Nhu (奕繻; 1818 - 1845), mẹ là Trắc Phúc tấn Uông Giai thị. Được phong làm Phụ quốc Tướng quân (輔國將軍). Có hai con trai.
9. Dịch Xước (奕綽; 1818 - 1863), mẹ là Thứ thiếp Lý thị. Được phong làm Tam đẳng Thị vệ kiêm Phụng ân Tướng quân (奉恩將軍). Có một con trai.
10. Dịch Biên (奕編; 1820 - 1821), mẹ là Thứ thiếp Lý thị. Chết yểu.
11. Dịch Phất (奕綍; 1820 - 1854), mẹ là Trắc Phúc tấn Uông Giai thị. Được phong làm Tam đẳng Thị vệ kiêm Phụ quốc Tướng quân. Có bốn con trai.